# Edema cerebral de altitud
El edema cerebral de altitud o de gran altitud (ECA o ECGA en español, HACE en inglés por High Altitude Cerebral Edema) es una alteración o disfunción muy grave del sistema nervioso central, con riesgo para la vida, que puede presentarse en sujetos expuestos a hipoxia de altitud. La causa de esta manifestación clínica es la presencia de edema en el tejido cerebral. Los síntomas pueden incluir dolores de cabeza, pérdida de coordinación (ataxia), debilidad y pérdida de los niveles de consciencia, inclusive desorientación, pérdida de memoria, alucinaciones visuales, comportamiento psicótico y coma.
Su evolución es letal a menos que se descienda a cotas más bajas inmediatamente, como mínimo entre 300 y 500 metros, aunque lo ideal es tanto como sea posible, incluyendo el traslado al hospital del sujeto afectado. El ECA se considera una forma o evolución maligna del mal agudo de montaña, mal de altura o mal de montaña.